# Asplenium
Genre
Le genre Asplenium, constitué notamment d'espèces appelées doradilles, regroupe des centaines d'espèces, de variétés et d'hybrides de fougères de la famille des Aspleniaceae.

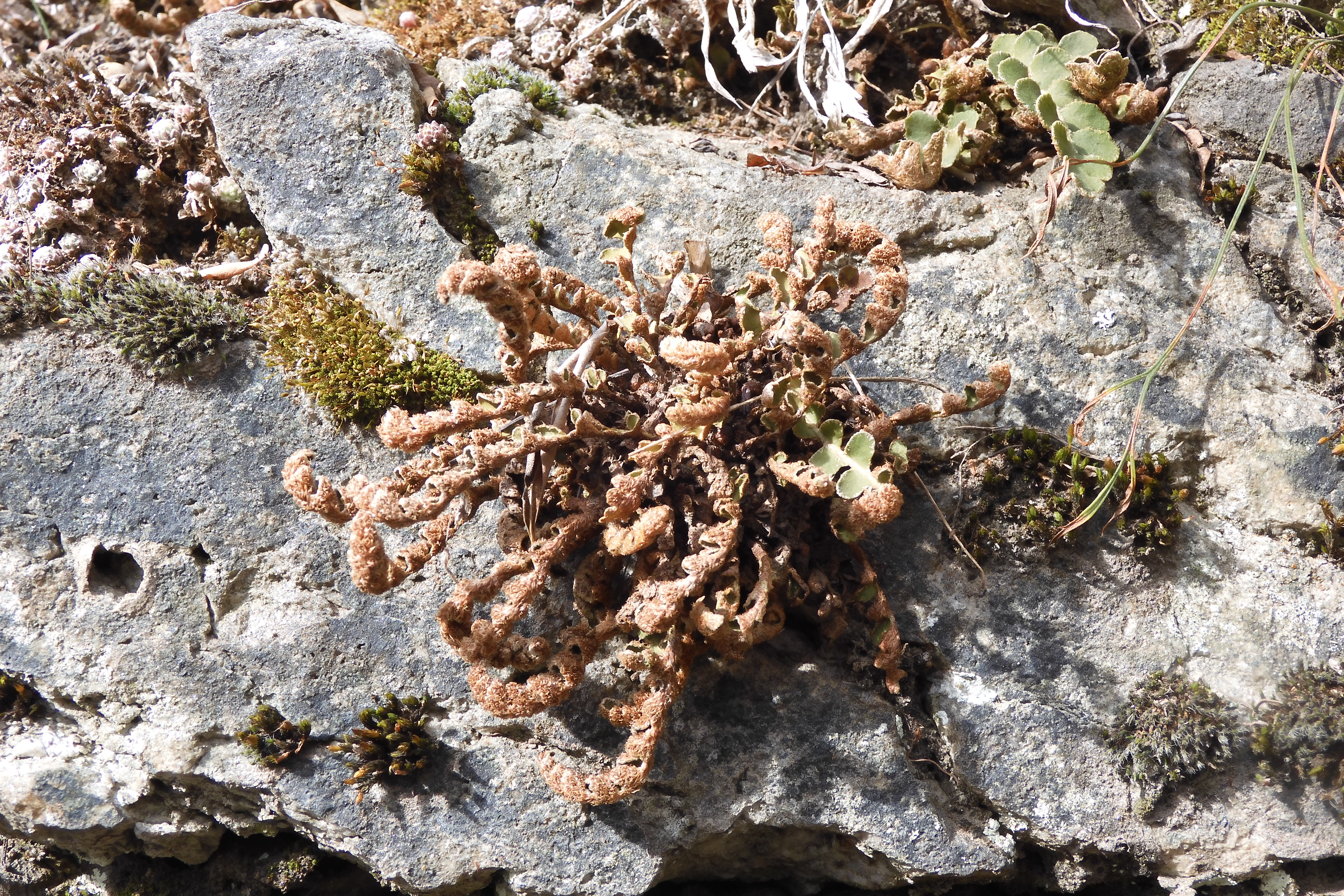
LAsplenium ceterach est une fougère adaptée à la sécheresse grâce à une aptitude à l'anhydrobiose (les frondes s'enroulent et accumulent des pigments bruns protecteurs contre les stress biotiques qui induisent un stress oxydatif) et à la reviviscence (les frondes se réhydratent à la première pluie).

## Étymologie
Le terme asplenium vient du grec ἄσπληνος (ásplênos), qui désigne la fougère capillaire nommée doradille ou ceterach qui était réputée bonne contre les maladies de la rate (σπλήν en grec) et du foie.
Le nom vernaculaire d'herbe dorée, d'herbe à dorer ou par dérivation de doradille, fait référence au dessous de leurs frondes recouvert d'un feutrage d'écailles serrées, indusies qui protègent les sores. D'abord argentées en début de saison, ces indusies virent au roux brillant en cours d’été, d'où le surnom donné par les anglo-saxons à ces fougères (rusty back, « le dos couleur de rouille » ).

## Usages

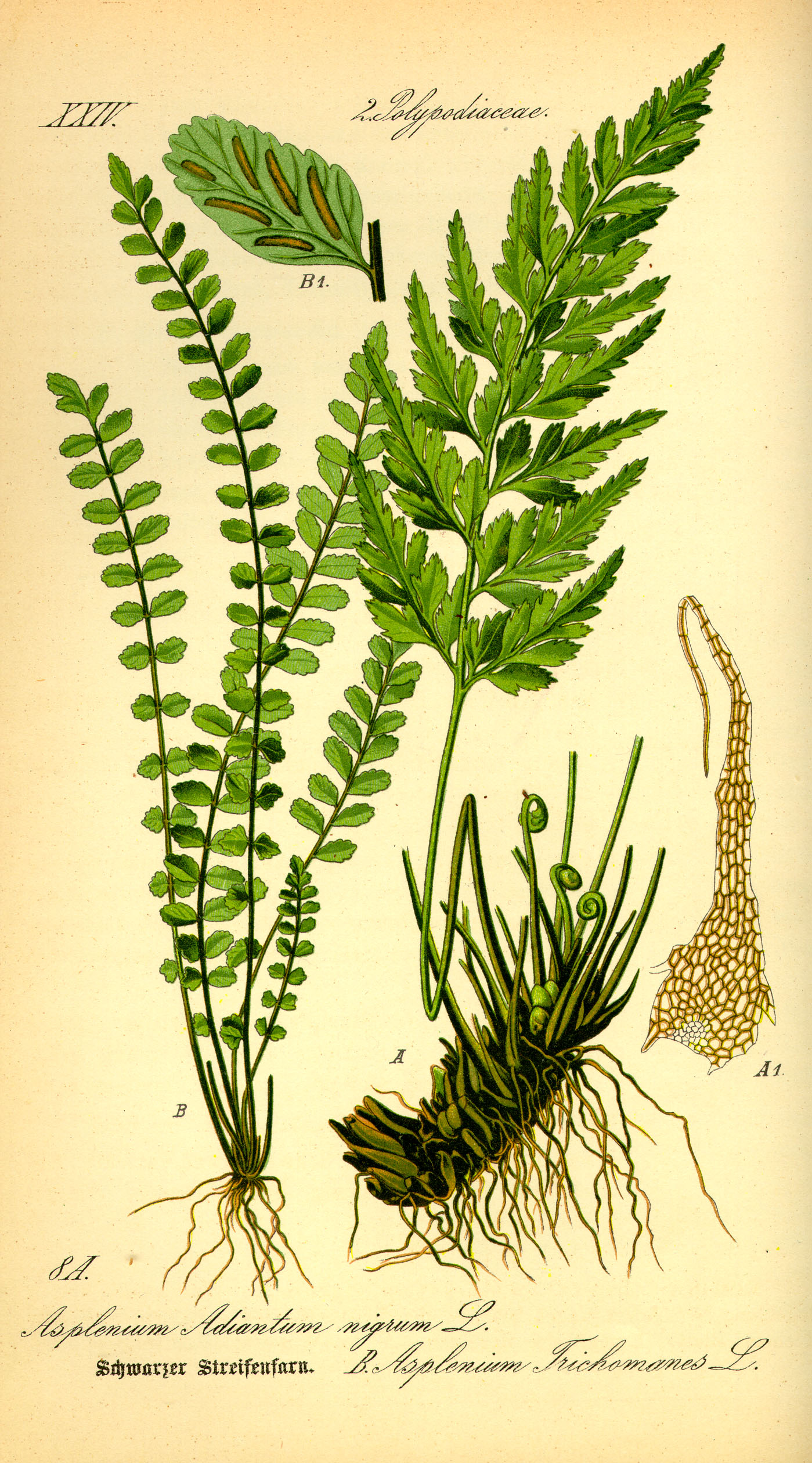
Illustration botanique dAsplenium trichomanes, Thomé, Flore d'Allemagne

Les plantes de ce genre ne semblent pas avoir eu d'usages alimentaires, mais l'ethnobotaniste François Couplan rapporte que les frondes d’ A. septentrionale font partie des espèces introduites dans le ratafia de Catalogne (liqueur à base de noix verte).

## Synonymes
- Acropteris Link
- Amesium Newman
- Asplenidictyum J.Sm.
- × Asplenophyllitis Alston
- Biropteris Kummerle
- Boniniella Hayata
- Caenopteris Bergius
- Ceterac Adans.
- × Ceterophyllitis Pic.Serm.
- Chamafilix Hill ex Farw.
- Darea Juss.
- Eremopodium Trevis.
- Glossopteris Raf.
- Hymenasplenium Hayata
- Loxoscaphe T.Moore
- Neottopteris J.Sm.
- Phyllitis Hill
- Phyllitis Moench
- Phyllitopsis Reichst.
- Rutamuraria Ortega
- Scolopendrium Adans.
- Sinephropteris Mickel
- Stormesia J.Kickx f.
- Tarachia C.Presl
- Thamnopteris (C.Presl) C.Presl
- Trichomanes Hill

## Liste d'espèces
- Asplenium abscissum Willd.
- Asplenium acuminatum Hook. et Arn.
- Asplenium adiantum-nigrum - Doradille noire
- Asplenium adulterinum Milde
- Asplenium aethiopicum (N.L. Burm.) Becherer
- Asplenium ×alternifolium Wulfen (pro sp.)
- Asplenium attenuatum R. Br.
- Asplenium auriculatum Sw.
- Asplenium auritum Sw.
- Asplenium ×biscaynianum (D.C. Eat.) A.A. Eat. (pro sp.)
- Asplenium ×boydstoniae (Walt.) Short
- Asplenium bradleyi D.C. Eat.
- Asplenium brausei Hyeron.
- Asplenium caudatum G. Forst.
- Asplenium ceterach (= Ceterach officinarum) - Cétérach officinal
- Asplenium cirrhatum L.C. Rich. ex Willd.
- Asplenium ×clermontiae Syme
- Asplenium contiguum Kaulfuss
- Asplenium cookii Copel.
- Asplenium corderoanum Proctor
- Asplenium cristatum Lam.
- Asplenium cuneatum Lam.
- Asplenium ×curtissii Underwood (pro sp.)
- Asplenium dalhousiae Hook.
- Asplenium daucifolium Lam.
- Asplenium densum Brack.
- Asplenium dognyense Rosenstock (Nouvelle-Calédonie)
- Asplenium ×ebenoides R.R. Scott (pro sp.)
- Asplenium enatum Brack.
- Asplenium exiguum Bedd.
- Asplenium feei Kunze ex Fée
- Asplenium filidens Brownlie (Nouvelle-Calédonie)
- Asplenium flabellulatum Kunze
- Asplenium fontanum, ou doradille du Jura Souabe L. Bernh.
- Asplenium foreziense
- Asplenium formosum Willd.
- Asplenium fragile
  - Asplenium fragile var. insulare C.V. Morton
- Asplenium ×gravesii Maxon (pro sp.)
- Asplenium ×herb-wagneri W.C. Taylor et Mohlenbrock
- Asplenium heterochroum Kunze
- Asplenium ×heteroresiliens W.H. Wagner (pro sp.)
- Asplenium hobdyi W.H. Wagner
- Asplenium horridum Kaulfuss
- Asplenium ×inexpectatum (E.L. Braun ex Friesner) Morton
- Asplenium insiticium Brack.
- Asplenium juglandifolium Lam.
- Asplenium kaulfussii Schlecht.
- Asplenium ×kentuckiense T.N. McCoy (pro sp.)
- Asplenium ×kokeense W.H. Wagner
- Asplenium laetum Sw.
- Asplenium lobulatum Mett.
- Asplenium macraei Hook. et Grev.
- Asplenium marinum - Doradille marine
- Asplenium monanthes L.
- Asplenium montanum Willd.
- Asplenium ×morganii W.H. Wagner
- Asplenium myriophyllum (Sw.) K. Presl
- Asplenium neobrackenridgei W.H. Wagner
- Asplenium nidus L.; Synonyme : Asplenium australasicum (J. Smith) Hook. f.
- Asplenium normale D. Don
- Asplenium novaecaledoniae Hook. f. (Nouvelle-Calédonie)
- Asplenium obovatum - Doradille obovale
- Asplenium obtusifolium L.
- Asplenium ocoense C. Christens.
- Asplenium oligolepidum C. Chr. (Nouvelle-Calédonie)
- Asplenium onopteris - Doradille méditerranéenne -Asplénium des ânes [5]
- Asplenium palmeri Maxon
- Asplenium patens Kaulfuss
- Asplenium petrarchae - Doradille de Pétrarque
- Asplenium pinnatifidum Nutt.
- Asplenium platyneuron (L.) B.S.P.
- Asplenium ×plenum E. St. John ex Small (pro sp.)
- Asplenium plenum E. St. John ex Small
- Asplenium polyodon G. Forst.
- Asplenium polyphyleticum Compton (Nouvelle-Calédonie)
- Asplenium pseudobulbiferum Brownlie
- Asplenium pseudoerectum Hieron.
- Asplenium pseudotenerum Brownlie (Nouvelle-Calédonie)
- Asplenium pteropus Kaulfuss
- Asplenium pumilum Sw.
- Asplenium radicans L.
- Asplenium resiliens Kunze
- Asplenium rhizophyllum L.
- Asplenium rhomboidale Desv.
- Asplenium rhomboideum Brack.
- Asplenium robustum Blume
- Asplenium ruta-muraria - Rue des murailles
  - Asplenium ruta-muraria var. subtenuifolium Christ
- Asplenium rutaceum (Willd.) Mett.
- Asplenium sagittatum - Scolopendre sagittée
- Asplenium salicifolium L.
- Asplenium schizophyllum C. Christens.Fougère scolopendre (Asplenium scolopendrium), début du XXe siècle, Henri Bergé, musée de l'Ecole de Nancy.

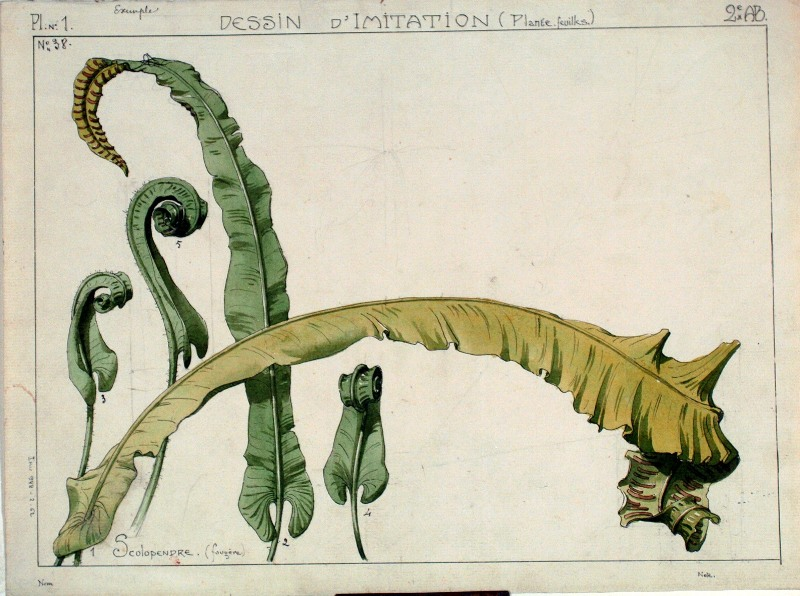
Fougère scolopendre (Asplenium scolopendrium), début du XXe siècle, Henri Bergé, musée de l'Ecole de Nancy.

- Asplenium scolopendrium (= Phyllitis scolopendrium) - Scolopendre
- Asplenium septentrionale (L.) Hoffmann - Doradille du nord
- Asplenium serra Langsd. et Fisch.
- Asplenium serratum L.
- Asplenium sessilifolium Desv.
- Asplenium ×shawneense (R.C. Moran) H.E. Ballard
- Asplenium subflexuosum Rosenstock
- Asplenium trichomanes - Capillaire des murailles
- Asplenium trichomanes-dentatum L.
- Asplenium trichomanes-ramosum L.
- Asplenium ×trudellii Wherry (pro sp.)
- Asplenium unilaterale Lam.
- Asplenium uniseriale Raddi
- Asplenium varians Wallich ex Hook. et Grev.
- Asplenium vespertinum Maxon
- Asplenium vieillardii Mett. (Nouvelle-Calédonie)
- Asplenium ×virginicum Maxon
- Asplenium viride - Capillaire vert
- Asplenium ×wherryi D.M. Sm.